# Digosville
Digosville är en kommun i departementet Manche i regionen Normandie i norra Frankrike. Kommunen ligger i kantonen Tourlaville som tillhör arrondissementet Cherbourg. År 2022 hade Digosville 1 665 invånare.

## Befolkningsutveckling
Antalet invånare i kommunen Digosville
| Referens: INSEE |